# ArcelorMittal Warszawa

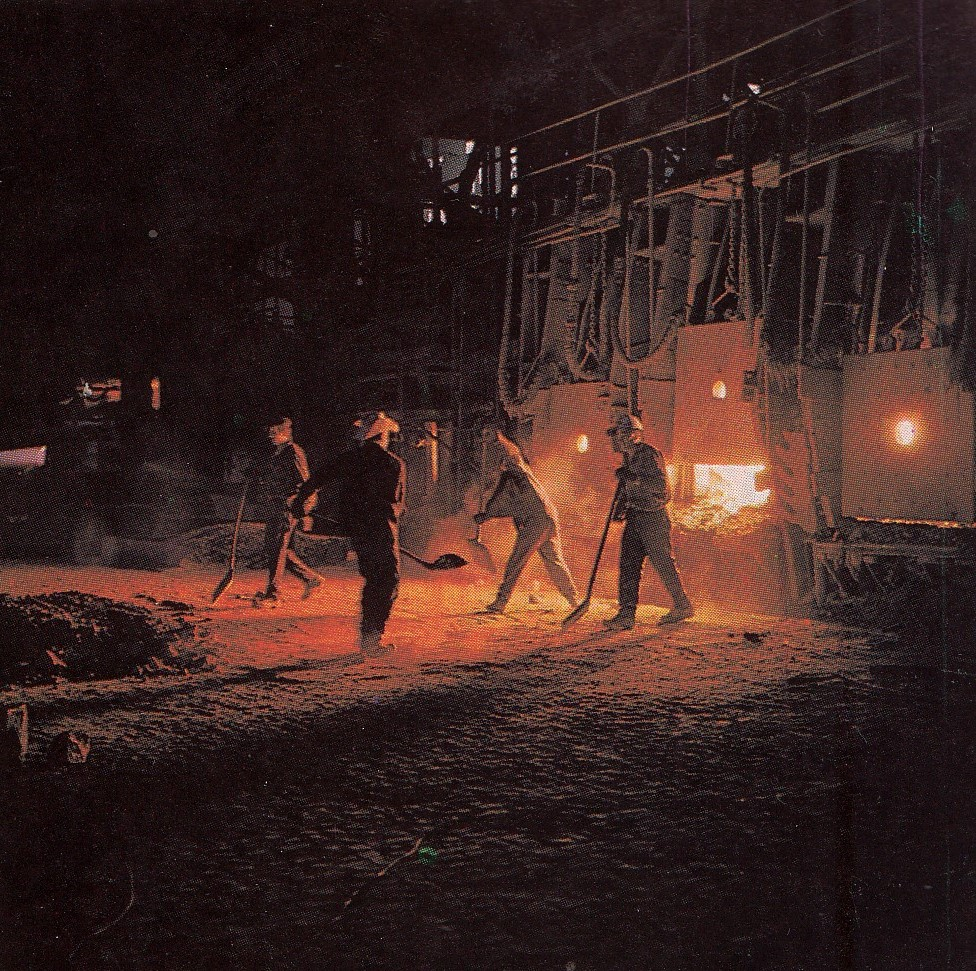
Wytop stali w Hucie Warszawa w latach 70.

ArcelorMittal Warszawa – przedsiębiorstwo z sektora hutniczego z siedzibą przy ul. Jana Kasprowicza 132 w Warszawie, w dzielnicy Bielany.

## Historia
Budowę Huty Warszawa rozpoczęto w 1952. Produkcja stali rozpoczęła się w kwietniu 1957. W tym samym roku przy przedsiębiorstwie powstało Koło Sportowe Hutnik (późniejszy Hutnik Warszawa).
W 1974 zakład został odznaczony Orderem Sztandaru Pracy I klasy.
W 1992 przedsiębiorstwo zostało przejęte przez koncern Lucchini, a w 2005 przez koncern Arcelor. Przedsiębiorstwo działa w formie spółki z ograniczoną odpowiedzialnością i jest podmiotem zależnym kontrolowanym przez ArcelorMittal Lakshmi Mittala. Produkuje głównie stal szlachetną.

### Nazwy
- 1953–1992 – Huta Warszawa
- 1992–2005 – Huta Lucchini Warszawa
- 2005-2006 – Arcelor Huta Warszawa
- od 2006 - ArcelorMittal Warszawa

### Kalendarium
- 1952–1954: rozpoczęcie budowy Huty Warszawa na obszarze 150 ha,
- 1957: uruchomienie odlewni staliwa,
- 1958: uruchomienie stalowni wyposażonej w piece elektryczne i martenowskie,
- 1959–1965: uruchomienie kuźni, walcowni gorących, ciągarni, walcowni zimnej taśmy,
- 26 marca 1960 godz. 18.18: wyprodukowanie pierwszej stali w pierwszym uruchomionym piecu martenowskim[5],
- 1992: umowa joint venture z włoskim koncernem Lucchini; powstaje Huta Lucchini Warszawa Sp. z o.o.,
- 1995: początek modernizacji i restrukturyzacji Huty Lucchini Warszawa,
- 1998: uruchomienie nowej stalowni (EAF 80 t, LF 80 t i 4-żyłowe CC),
- 2001: dalsza modernizacja stalowni – uruchomienie VD 80 t,
- 2002: uruchomienie dwóch nowych linii wykańczających na walcowniach gorących,
- 2005: przejęcie Huty Lucchini Warszawa przez koncern Arcelor i powstaje Arcelor Huta Warszawa.
- 2006: fuzja koncernów Arcelor i Mittal, powstaje ArcelorMittal Warszawa
- 2008: uruchomienie nowej walcowni prętów